# Eutemnomastax caatingae
Eutemnomastax caatingae är en insektsart som beskrevs av Marius Descamps 1982. Eutemnomastax caatingae ingår i släktet Eutemnomastax och familjen Eumastacidae. Inga underarter finns listade i Catalogue of Life.